# Fontaines-les-Sèches
Fontaines-les-Sèches is een gemeente in het Franse departement Côte-d'Or (regio Bourgogne-Franche-Comté) en telt 40 inwoners (2009). De plaats maakt deel uit van het arrondissement Montbard.

## Geografie
De oppervlakte van Fontaines-les-Sèches bedraagt 15,7 km², de bevolkingsdichtheid is dus 2,5 inwoners per km².
De onderstaande kaart toont de ligging van Fontaines-les-Sèches met de belangrijkste infrastructuur en aangrenzende gemeenten.

## Demografie
Onderstaande figuur toont het verloop van het inwonertal (bron: INSEE-tellingen).